# Ежен Гійом
Еже́н Гійо́м (фр. Eugène Guillaume; 1822—1905) — французький скульптор 19 століття, представник стилю академізм.

## Життєпис
Походить з провінційного міста Монбар. Первісну художню освіту отримав в місті Діжон.
Художню освіту опановував в Школі красних мистецтв, куди влаштувався 1841 року. Керівники молодого студента — художник Жан-Франсуа Мілле, скульптори академічного напрямку П'єр-Жуль Кавельє та Луї-Ернест Барья. Працював в майстерні Джеймса Прадьє.
1845 року виборов Римську премію, що надала право на удосконалення майстерності в Римі. Темою конкурсної скульптури була «Тезей знайшов меч батька на скелі».
Помер в Римі.

## Адміністративна кар'єра
Ежен Гійом, попри скульптури, виборов непогану адміністративну кар'єру. В період з 1864 по 1878 роки — він директор Школи витончених мистецтв в Парижі. Був професором малювання в Політехнічній школі, з 1882 року — професор в Колеж де Франс. Йому доручили керівництво Французької Академії в Римі, де він правив справами у 1891—1904 роках

## Вибрані твори
- « Анакреон», (1852), Музей д'Орсе
- «Орфей», скульптура
- «Брати Гракхи»
- «Жуль Феррі», (політик), погруддя
- « Міністр Кольбер», бронза, Реймс
- «Бетховен», погруддя, Копенгаген

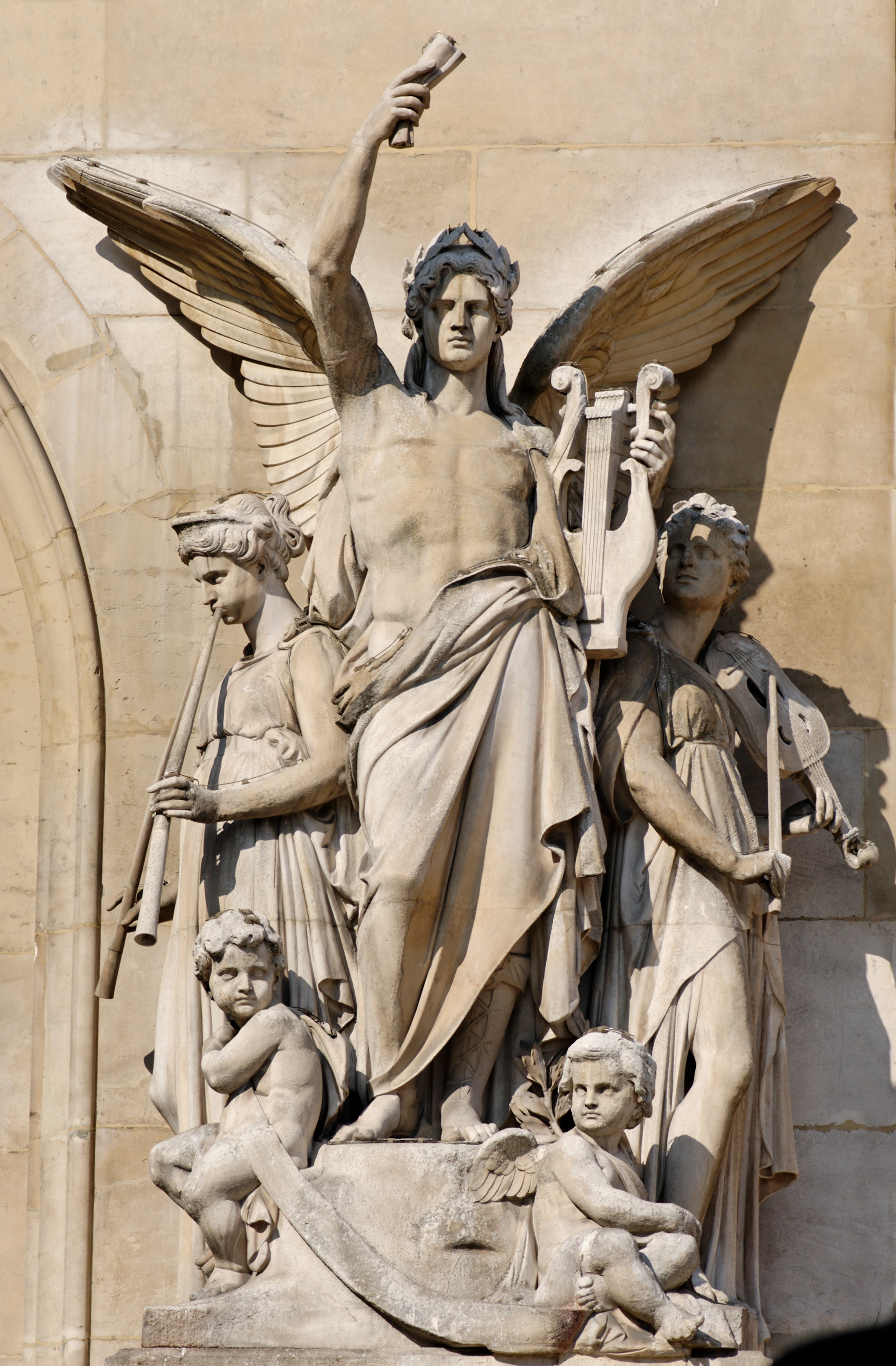
Алегорія «Інструментальна музика», Опера Гарньє, Париж

- «Жуль Греві», президент, погруддя, Музей д'Орсе
- «Адольф Тьєр», президент, погруддя, Версаль
- «Алегорія моці», камінь, фонтан Сен-Мішель
- Чотири барельєфи зі сценами життя святої, церква Святої Клотільди, Париж
- «Монумент художнику Енгру», Школа красних мистецтв, Париж
- «Композитор Рамо», монумент в місті Діжон
- «Монумент Боссюе», замок Шантільї
- «Алегорія кераміки», фасад палацу Лувр
- Алегорія «Джерело Поезії», (1873), гіпс
- «Алегорія науки», Національний природничий музей і Ботанічний сад, Париж
- «Поетеса Сафо і божок кохання Ерот», Марпан, О-де-Франс
- Алегорія «Інструментальна музика», Опера Гарньє, Париж
- «Король Франциск І та Маргарита Наварська, засновники закладу Колеж де Франс»
- Сім погрудь Наполеона Бонапарта в різному віці

## Галерея

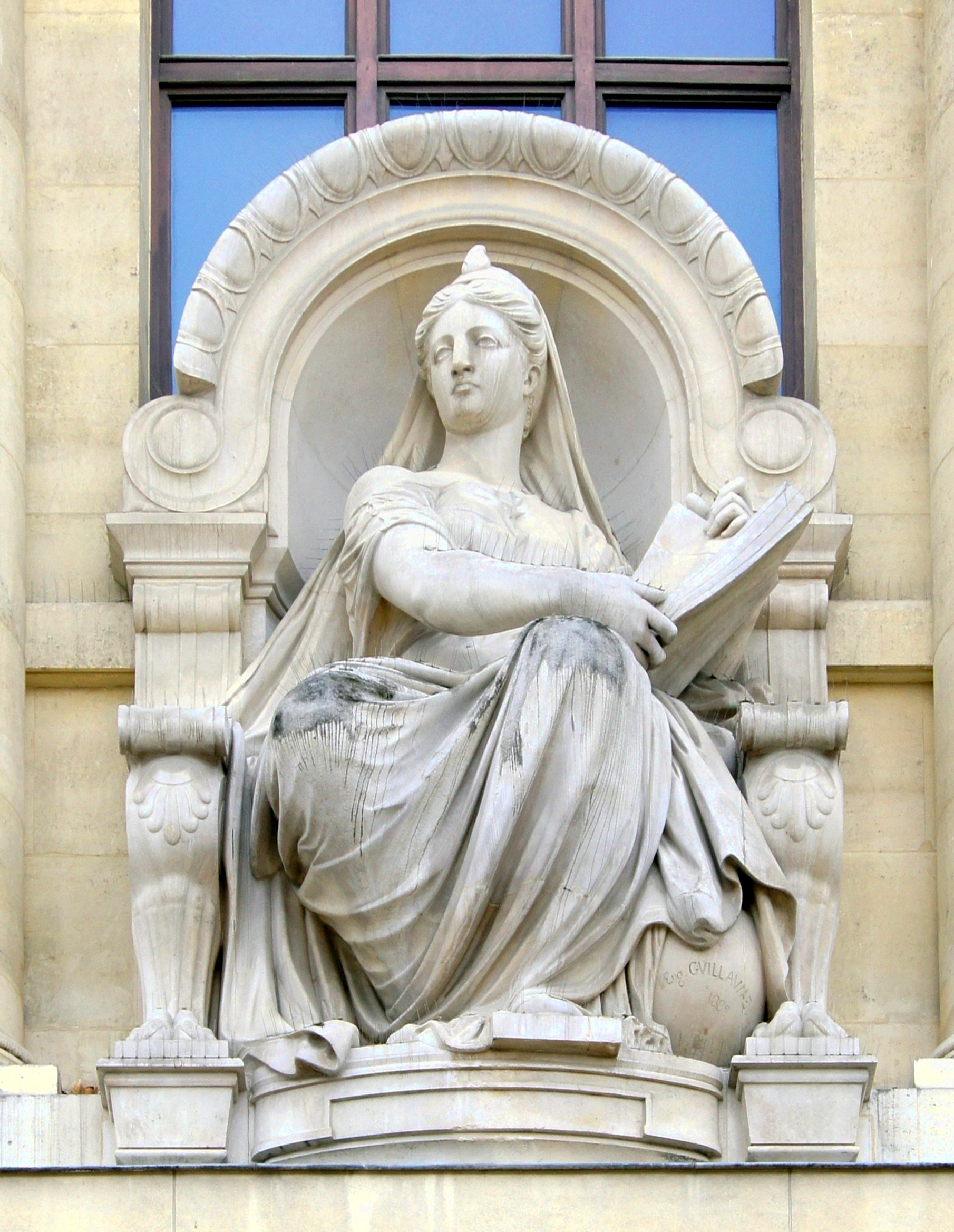
«Алегорія науки», Національний природничий музей і Ботанічний сад, Париж.

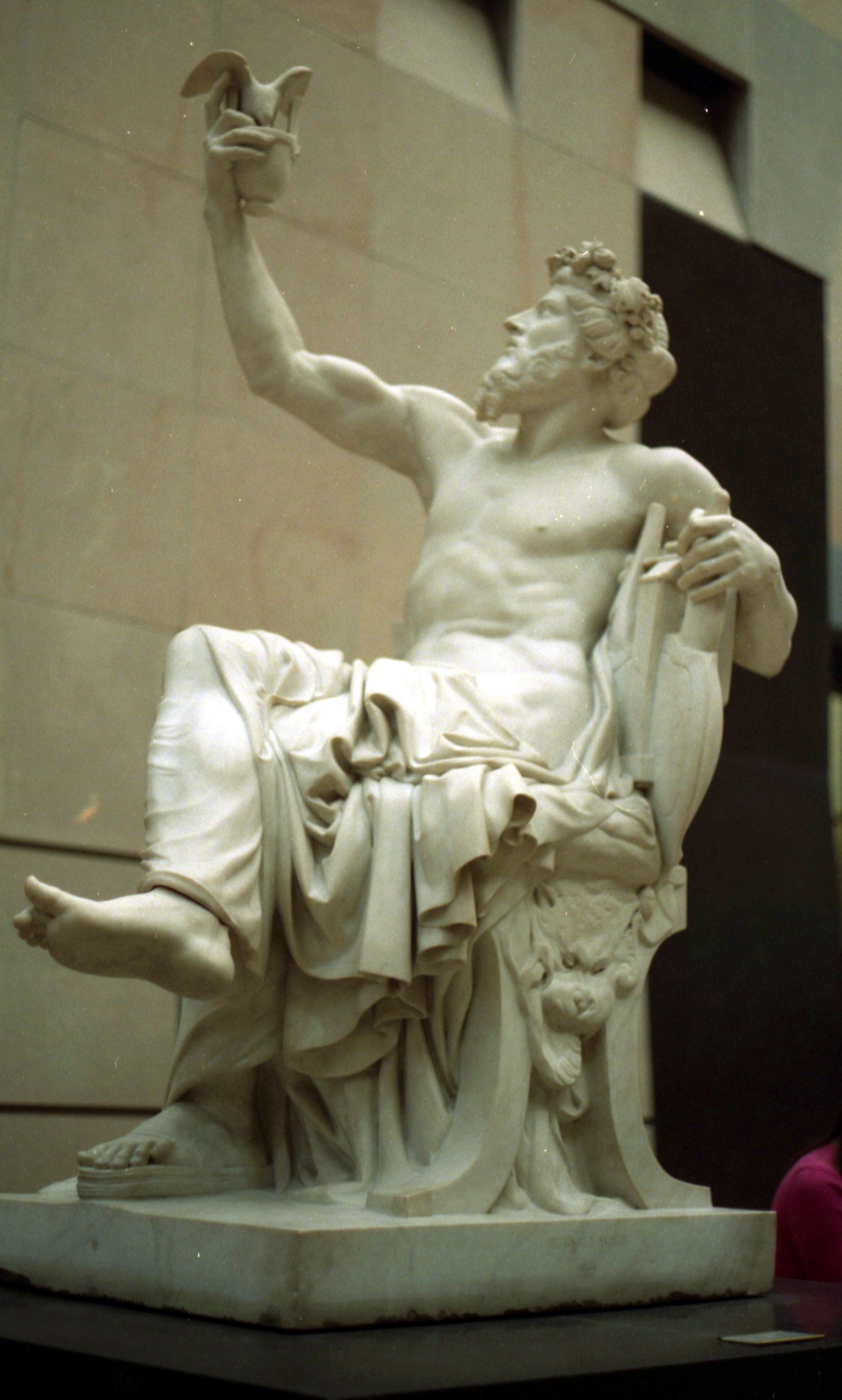
« Анакреон », Музей д'Орсе
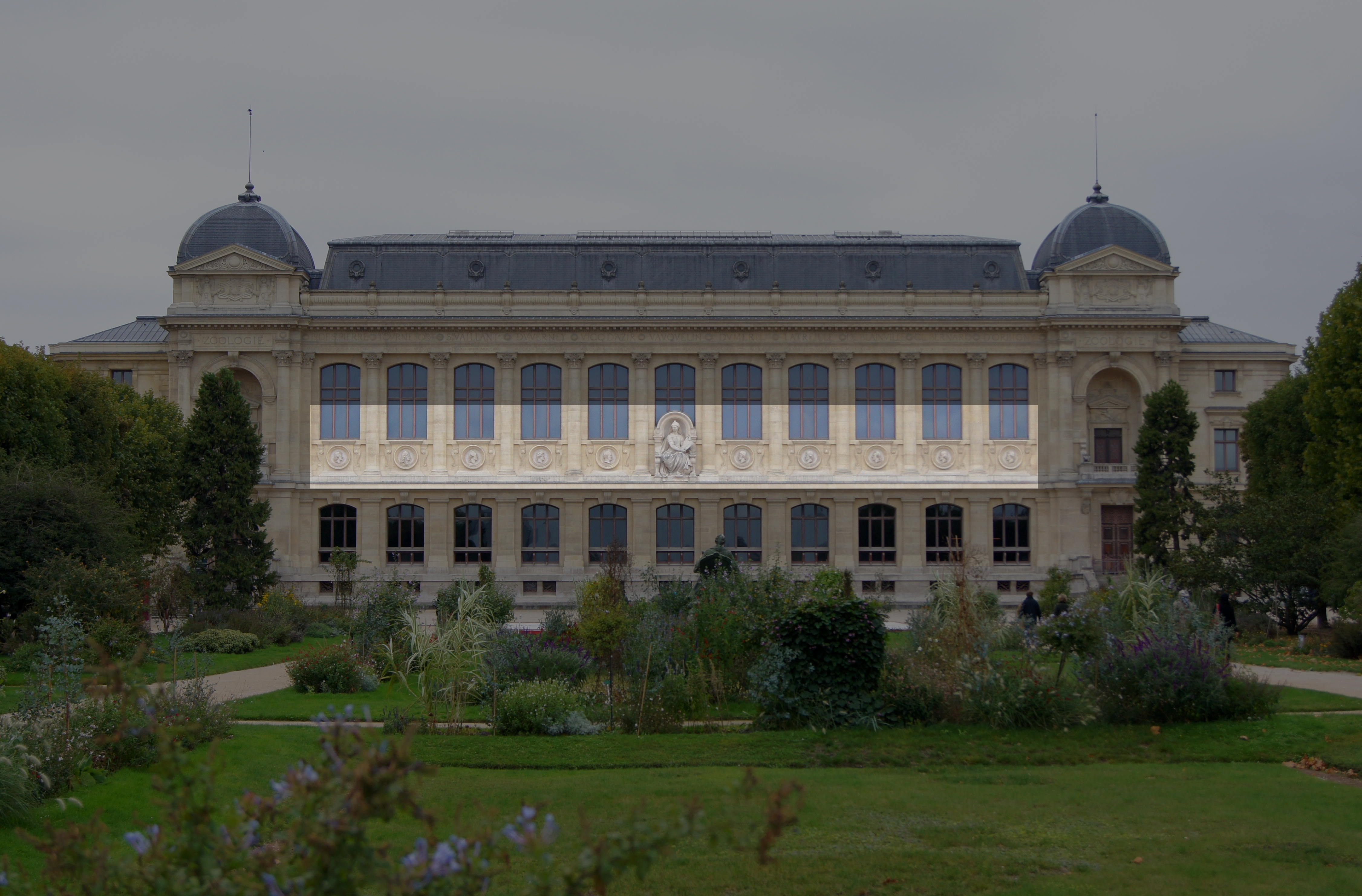
Природничий музей. Декор на фасаді роботи Ежена Гійома
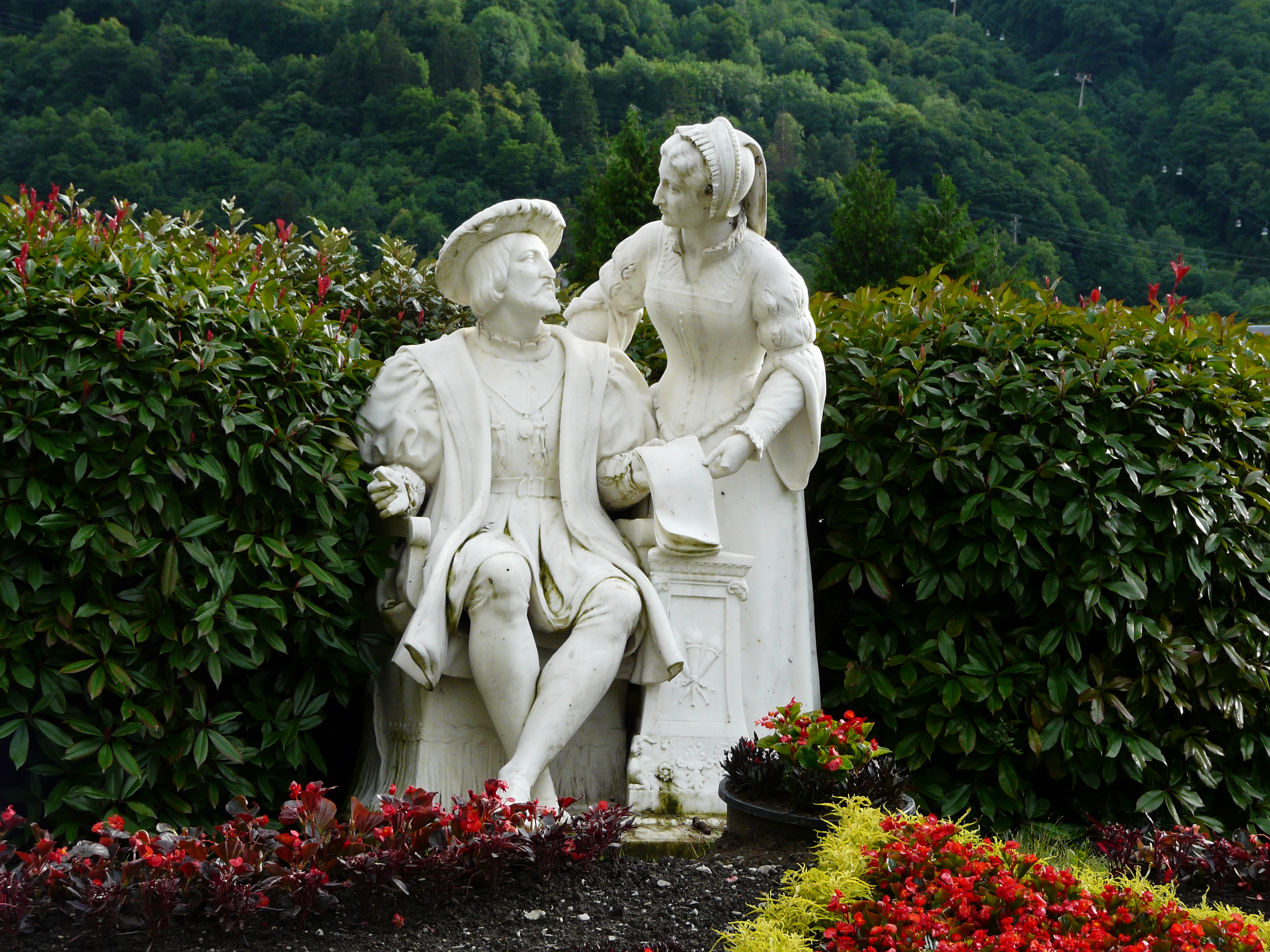
Ежен Гійом. «Король Франциск І та Маргарита Наварська, засновники закладу Колеж де Франс»
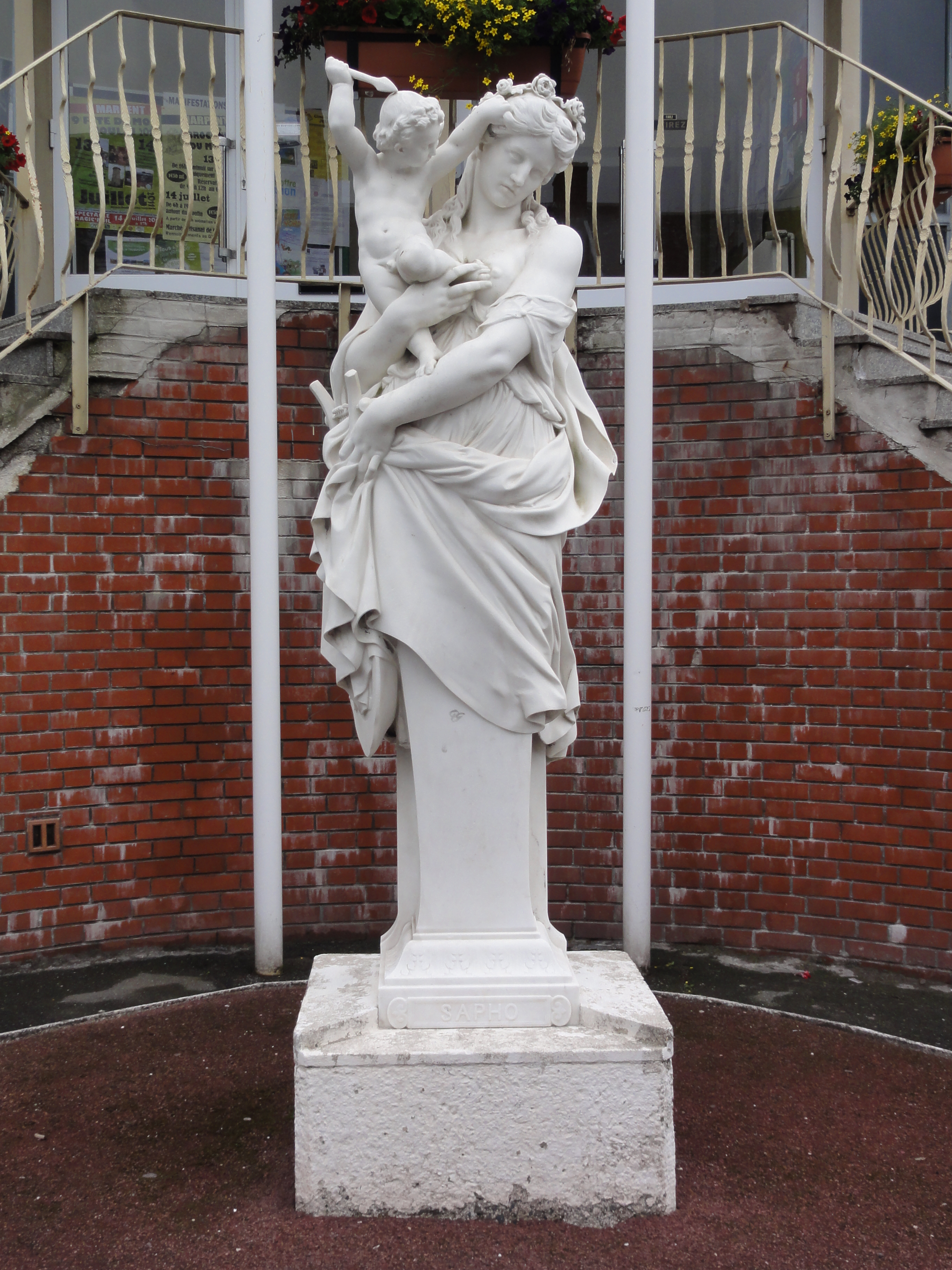
Ежен Гійом. «Поетеса Сафо і божок кохання Ерот», Марпан, О-де-Франс